# Junius Massau

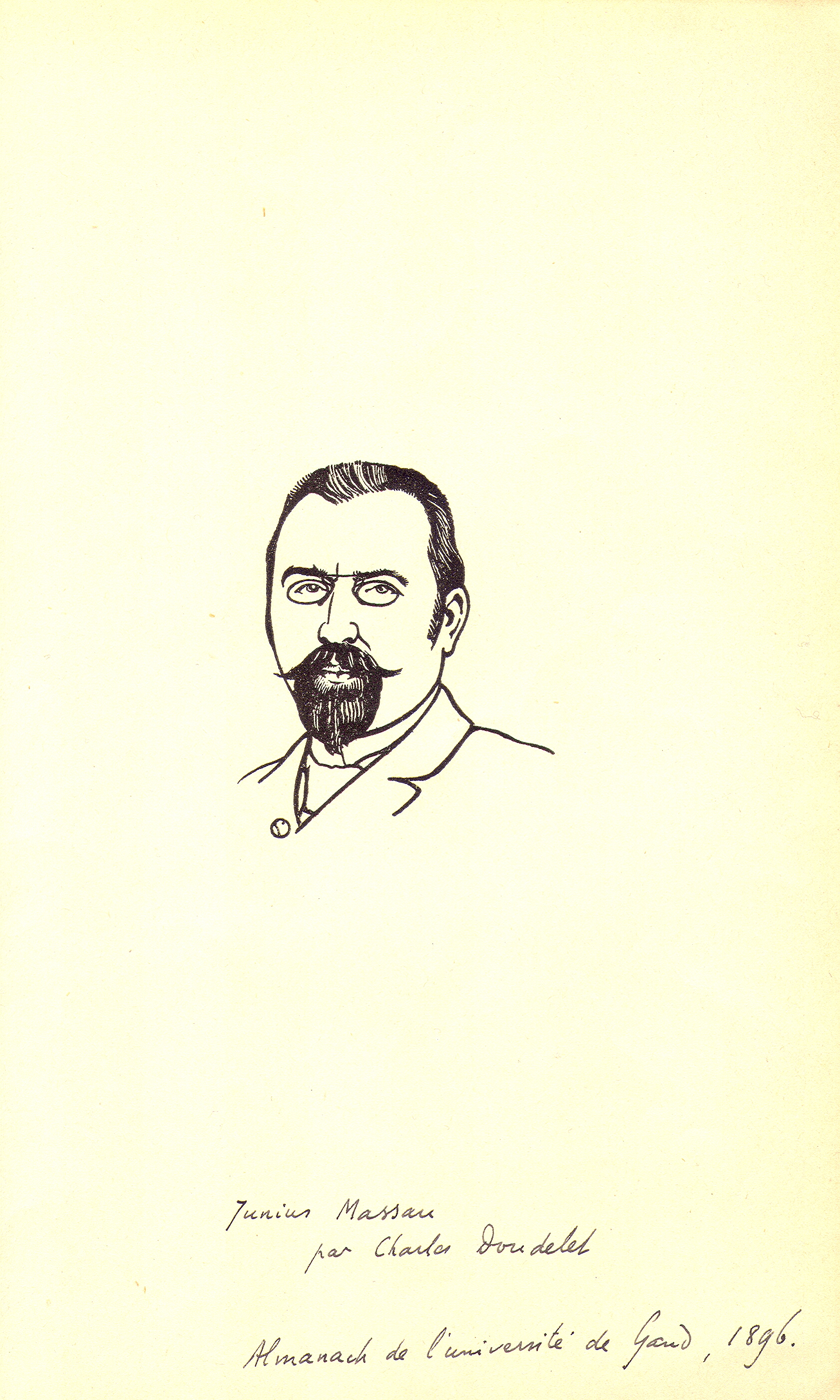
Junius Massau
(tekening door Charles Doudelet)

Junius Massau (Gosselies, 9 april 1852 - Gent, 10 februari 1909) was een Belgisch hoogleraar aan de Gentse universiteit en liberaal politicus.

## Levensloop

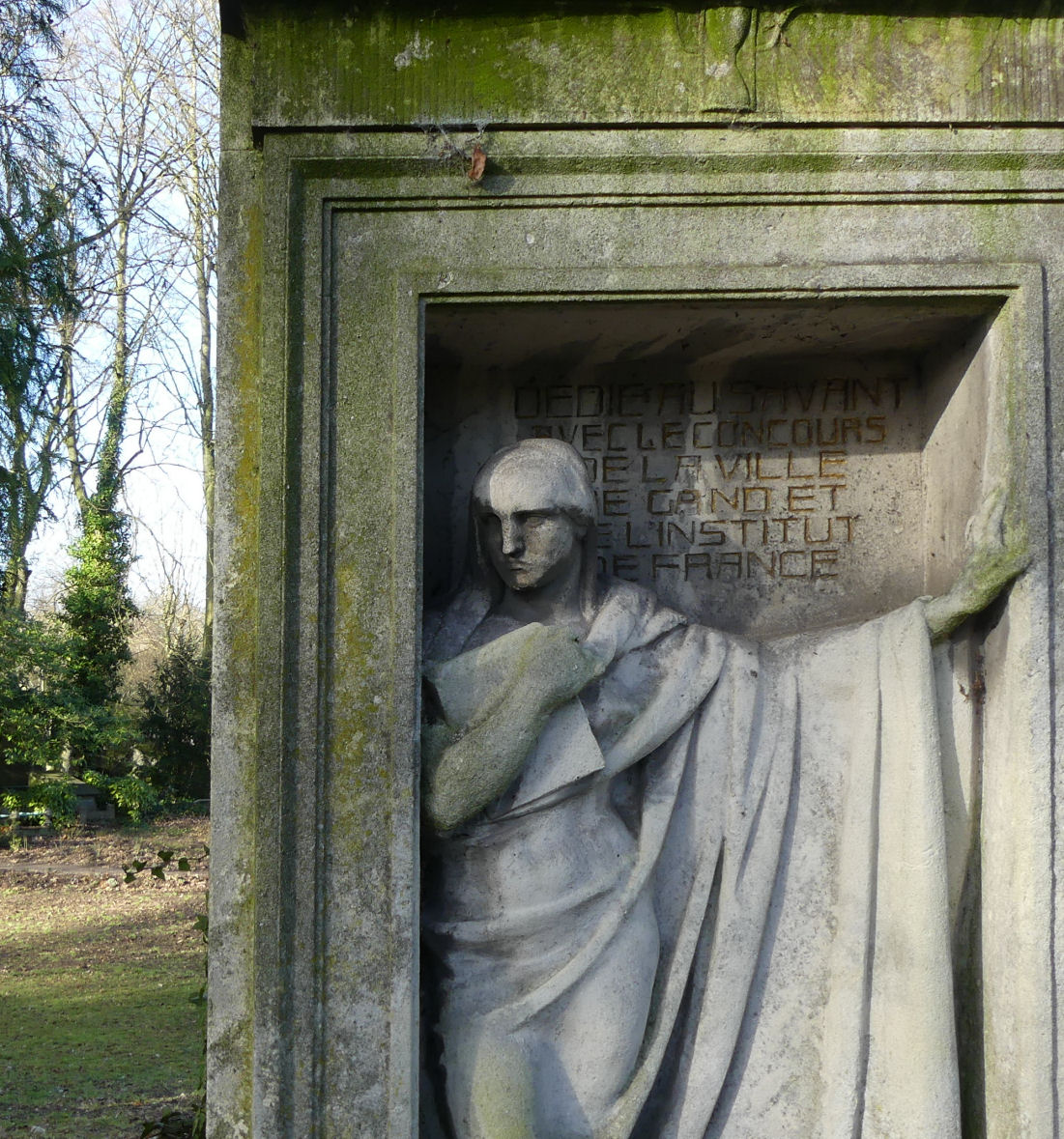
Praalgraf (Westerbegraafplaats, Gent)

Massau was de zoon van een touwenfabrikant uit Gosselies. Na studies aan het atheneum van Bergen en de École du Génie Civil in Gent werd hij in 1878 aangesteld als docent mechanica aan de Gentse universiteit, en in 1884 benoemd tot hoogleraar.
Hij werd internationaal geprezen om zijn innovaties in de wiskunde en de mechanica. In 1902 werd hij lid van de Koninklijke Academie van België.
Massau zetelde als liberaal in de Gentse gemeenteraad van 1896 tot 1907.
De rue Junius Massau in Gosselies brengt zijn naam in herinnering. In Gent is de Junius Massaustraat verdwenen.